# سن آنتونیو (فلوریدا)
سن آنتونیو (به انگلیسی: San Antonio) شهری در شهرستان پسکو ایالت فلوریدا است که در سال ۱۸۸۹ بنیان‌گذاری شده‌است. این شهر طبق سرشماری سال ۲۰۱۰ میلادی، ۱٬۱۳۸ نفر جمعیت داشته و مساحت آن نیز ۳٫۲ کیلومتر مربع است.